# Garua Island
Garua Island (in der deutschen Kolonialzeit Hannaminsel genannt) ist eine Insel, die im Garua Harbour an der Nordküste der Insel Neubritannien auf der Ostseite der Willaumez-Halbinsel liegt. Sie gehört zur Provinz West New Britain von Papua-Neuguinea. Sie liegt weiterhin in der wesentlich größeren Kimbe Bay.

## Topologie und Geologie
Das Gebiet der Insel ist vulkanischen Ursprungs. Die Insel ist etwa vier Kilometer lang und 3 Kilometer breit und limitiert den Zugang vom Garua Harbour zum Meer auf eine nordöstliche und eine südliche Zufahrt. In der nordöstlichen Zufahrt liegen weitere kleinere Inseln, so etwa Schaumann Island, Restorff Island, Observation Island und Binnen Island sowie einige vorgelagerte Korallenriffe, die die Küstenlinie prägen. An der anderen Küstenseite der Bucht liegt die Siedlung Talasea mit dem kleinen Flughafen Talasea Airport (IATA-Flughafencode TLW).

## Geschichte
Die Insel wurde von europäischer Seite 1895 von dem deutschen Kanonenboot Möwe unter Kapitänleutnant Janke entdeckt. Das Schiff war als Vermessungsschiff zur Küstenvermessung in den deutschen Schutzgebieten in der Südsee und in Deutsch-Neuguinea im Einsatz. In der Folge wurde die Gegend um die Bucht mit Kokosplantagen kultiviert.
Ab 1899 war Neubritannien (zu der Zeit Neupommern) dann Teil der Kolonie Deutsch-Neuguinea.
Im Ersten Weltkrieg wurde die Gegend von australischen Marineeinheiten besetzt. Nach dem Krieg wurde die deutsche Kolonie Teil des australischen Mandatsgebietes.